# Sabiniano Kier
Sabiniano Kier (Buenos Aires, Argentina, 7 de junio de 1832  - ídem, 5 de agosto de 1912 ) fue un político, abogado, juez de la Suprema Corte de Justicia  de la Provincia de Buenos Aires y procurador general de la Nación de Argentina.

## Carrera política y judicial
Sus padres fueron Cristian Kier, de ascendencia danesa, y Claudia Campana. Estudió en el Colegio Republicano y los siguió en la Universidad de Buenos Aires, que por aquella época funcionaba en el Viejo Convento de San Francisco. Se doctoró en leyes en 1855, a los 24 años se incorporó como relator al Superior Tribunal de Justicia. 

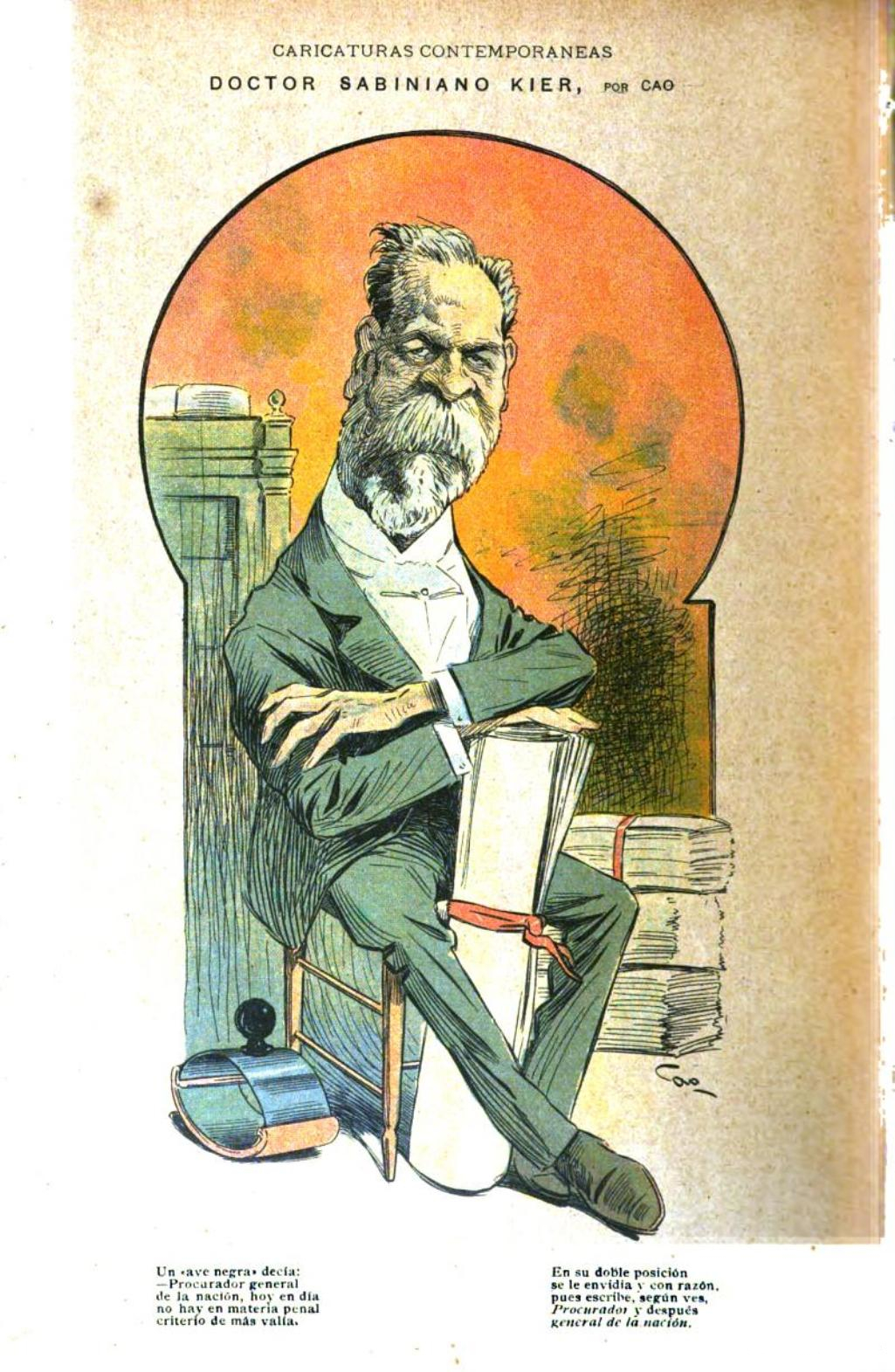
Retratado por Cao en Caras y Caretas (1903)

En 1862 fue consejero de la Municipalidad de Buenos Aires y, elegido diputado de la provincia de Buenos Aires, actuó en el período de  abril de 1864 y mayo de 1866. Desde marzo de 1865 a marzo de 1868 fue fiscal general de Gobierno Interno y fue elegido convencional para la Convencional Constituyente Provincial que actuó desde mayo de 1870 a julio de 1872. 
Luego de haber sido sucesivamente, juez, vocal de la Cámara de Apelaciones y vocal del Tribunal Superior de Justicia, fue designado en 1875 para integrar la primera Suprema Corte de Justicia de la Provincia de Buenos Aires y presidió el Tribunal entre 1878 y 1885. 
Compartió el Tribunal, en distintos momentos, con Manuel María Escalada, Alejo B. González Garaño, Andrés Somellera y Sixto Villegas.
Entre octubre de 1882 y diciembre de 1885 fue Convencional Constituyente Provincial y, además, vocal de la Comisión Administradora de Edificios Públicos.
El presidente Carlos Pellegrini lo nombró procurador general de la Nación en reemplazo de Antonio Malaver mediante un decreto del 30 de enero de 1892 y ejerció el cargo hasta el 17 de enero de 1905 en que renunció, siendo sustituido por Julio Botet.
Falleció en Buenos Aires el 5 de agosto de 1912.